# Kiowa vintertællinger
Kiowaernes vintertællinger er historie-fortællende tegninger, der rummer mange oplysninger om både vigtige og usædvanlige begivenheder i stammens historie sket fra sidste halvår af 1832 til og med sommeren 1892. Stammens medlemmer huskede også deres fødselsår og andre år af personlig betydning ved hjælp af vintertællingerne.:146  Nogle halvår i de forskellige vintertællinger har navn efter den samme episode, mens der bruges alternative betegnelser og tegninger for den samme periode andre gange.:152 

## Vintertællingerne
Skaberen af en ellers ukendt vintertælling, der startede omkring 1790, fik denne med sig ved sin død.:145 

### Dohasans vintertælling
Kiowa-høvding Dohasan (Little Bluff) førte en vintertælling fra 1833 til 1866 med to tegninger for hvert registreret år: En for sommer- og en for vinterhalvåret. En sort bjælke under en tegning angiver, at den tegnede begivenhed indtraf i vinterhalvåret. Sommerhalvåret er symboliseret ved en soldans-hytte.:143  Efter høvdingens død i 1866 førte en nevø af samme navn vintertællingen videre til ind i 1890erne.:144 

### Sett'ans vintertælling
En vintertælling ført af Sett’an (Little Bear) er mere kunstnerisk eller naturtro udført end visse af de øvrige. Den strækker sig fra vinteren 1832 til sommeren 1892.:362  Vinter- og sommer-halvårene er genkendelige på samme måde som i Dohasans vintertælling, som Sett’an kendte til.:143  Seet’an blev født i 1832,:145  og han startede først på sin vintertælling, da han var 46 år gammel. Under arbejdet med den forlod han sig dels på ældre folk, Dohasans vintertælling og sin egen hukommelse.:144 

### Ankos vintertælling og månedlige oversigt
Årene 1864-1892 er repræsenteret i en vintertælling ført af Anko.:145  I en anden og mindre traditionel historie-oversigt tegnet af ham er forskellige personlige eller lokale hændelser registreret måned for måned gennem 37 måneder. Oversigten strækker sig fra august 1889 til juli 1892.:373-379 

### Andre vintertællinger
Høvding Big Tree lavede en vintertælling, der dækker årene fra hans fødsel i 1850 til 1879.:145 
Kiowaen Keah-ko førte en vintertælling, der bl.a. omhandler 1860erne.:2 